# Hans Nowak (Fußballspieler)
Hans Nowak (* 9. August 1937 in Gelsenkirchen; † 19. Juli 2012) war ein deutscher Fußballspieler.

## Karriere

### Vereine

#### FC Schalke 04
Der bereits am 9. April 1955 in Pisa im Rahmen des FIFA-Turnieres beim 0:0 gegen Portugal zum Jugendnationalspieler berufene Nachwuchsstürmer Hans Nowak wechselte im Sommer 1958 nach zwei Runden in der 2. Liga West bei Eintracht Gelsenkirchen mit insgesamt 42 Ligaeinsätzen und 16 Toren zum Deutschen Meister des Jahres 1958, dem FC Schalke 04. Dort wurde er nach einiger Zeit als Abwehrspieler aufgeboten, der sich gelegentlich in die Offensive mit einschalten sollte.
Die „Knappen“ hatten am 18. Mai des WM-Jahres 1958 vor 80.000 Zuschauern in Hannover mit einem überraschend klaren 3:0-Sieg gegen den Hamburger SV nach vielen Jahren des Wartens endlich wieder die Meisterschale für Schalke erringen können. Unter dem österreichischen Trainer Edi Frühwirth an der Seite der Meisterspieler Orzessek, Borutta, Laszig, Koslowski, Kreuz und Klodt begann dann für ihn die Oberliga-Ära im Westen. Rangmäßig konnte aber nur noch in der Saison 1961/62 – dann mit dem Trainer Georg Gawliczek – an den Erfolg des Jahres 1958 angeknüpft werden. Die Mannschaft belegte in der Oberliga West hinter dem 1. FC Köln den zweiten Platz und zog damit in die Meisterschaftsendrunde ein, scheiterte aber am Titelverteidiger 1. FC Nürnberg. Insgesamt bestritt Nowak 98 Oberliga-Spiele (bis 1963) und erzielte 24 Tore.
Die ersten beiden Spielzeiten der Schalker in der neu geschaffenen Liga gingen gründlich daneben. In der Saison 1964/65 rettete nur die Aufstockung von 16 auf 18 Vereine den Club von Ernst Kuzorra und Fritz Szepan vor der Zweitklassigkeit, was die damaligen Nationalspieler Nowak, Willi Schulz, Günter Herrmann, Willi Koslowski und „Stan“ Libuda nicht hatten verhindern können. Nach dieser Pleitensaison wechselte Nowak zum FC Bayern München. Er hatte 47 Spiele für Schalke in der Bundesliga absolviert und dabei drei Treffer erzielt. Während seiner Schalker Zeit betrieb er ein Fliesenfachgeschäft in Essen-Katernberg.

#### FC Bayern München
Für den Bundesliga-Aufsteiger spielte er von 1965 bis 1968 und bestritt verletzungsbedingt in dieser Zeit nur 37 Spiele, in denen ihm vier Tore gelangen. In dieser Zeit gewann er mit den Bayern 1966 den DFB-Pokal: Am 4. Juni wurde der MSV Duisburg in Frankfurt am Main mit 4:2 Toren besiegt; zusammen mit Werner Olk konnte er in der Verteidigung überzeugen. 1967 – bei der Titelverteidigung – stand er nicht in der Elf; dafür am 31. Mai 1967 im Finale des europäischen Pokalsieger-Wettbewerbs gegen die Glasgow Rangers, das der FC Bayern München dank eines Treffers von Franz Roth mit 1:0 in der Verlängerung für sich entschied und damit Borussia Dortmund nachfolgte.
Für den Gewinn des Europa-Pokals erhielt er – zusammen mit der Mannschaft des FC Bayern – am 3. Dezember 1967 das Silberne Lorbeerblatt.

#### Kickers Offenbach
In der Saison 1968/69 spielte er auf dem „Bieberer Berg“. In nur zwölf Einsätzen konnte er den Abstieg der Hessen in die Zweitklassigkeit nicht verhindern. Mit der 0:3-Auswärtsniederlage bei Borussia Dortmund am 7. Juni 1969 (34. Spieltag) beendete der OFC die Saison mit 28:40 Punkten und Hans Nowak verabschiedete sich gleichzeitig aus der Liga. Aufgrund ständiger gesundheitlicher Beschwerden beendete Nowak seine Profi-Karriere und ging zunächst als Spielertrainer und danach ausschließlich als Übungsleiter zum 1. FC Hochstadt.

### Nationalmannschaft
Mit seinen konstant guten Abwehrleistungen im Verein machte er Bundestrainer Sepp Herberger auf sich aufmerksam, so dass dieser Nowak 1961 in die deutsche Fußballnationalmannschaft berief.
Am 20. September gab er in Düsseldorf beim 5:1-Sieg gegen Dänemark sein Debüt. Er verteidigte an der Seite von Karl-Heinz Schnellinger und Torwart Hans Tilkowski von Westfalia Herne.
Bei der Weltmeisterschaft 1962 in Chile spielten dann Nowak und Schnellinger alle Spiele in der Verteidigung, wobei die Begegnungen gegen Italien, Schweiz, Chile und Jugoslawien immer an die Verteidigung besonders große Ansprüche stellten. Das Abwehrspiel war aber in diesen WM-Tagen in Südamerika das große Plus der DFB-Elf. In der Defensive überzeugte die Mannschaft voll – sie gehörte darin mit zu den Besten des Turniers. Jedoch setzte sich diese Qualität im Spiel nach vorne nicht erfolgreich fort, obwohl man mit Uwe Seeler, Helmut Haller, Albert Brülls und Hans Schäfer auch in der Offensive Personal zur Verfügung hatte, mit dem man sich in guter Verfassung vor niemandem zu verstecken brauchte.
Die Fußball-Weltmeisterschaft war der Höhepunkt in der Karriere von Hans Nowak. Sein 15. und letztes Spiel in der Nationalmannschaft bestritt er am 4. November 1964 in Berlin gegen die Schweden. Es war gleichzeitig das erste Spiel in der Verantwortung des neuen Bundestrainers Helmut Schön und ein WM-Qualifikationsspiel für die Weltmeisterschaft 1966 in England; damit war das Spiel von besonderer Bedeutung. Nowak verteidigte wieder an der Seite von Karl-Heinz Schnellinger und mit Hans Tilkowski im Tor. Das Spiel endete trotz großer Überlegenheit der deutschen Mannschaft mit einem 1:1-Unentschieden.

## Weiterer Werdegang
Nowak war als Kaufmann beim Sportartikelhersteller Puma tätig und trainierte den von seinem Arbeitgeber gesponserten 1. FC Herzogenaurach, mit dem er in die Bayernliga aufstieg. Von 1996 bis 2008 war er in leitender Funktion im Merchandising des FC Bayern München tätig. Er war zweifacher Familienvater.